# Traité de Shanyuan

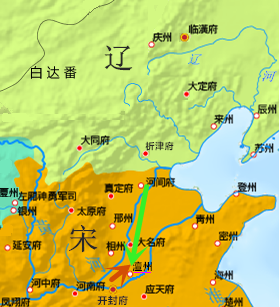
Carte des dynasties Liao (en vert) et Song (en orange)

Le traité de Shanyuan de 1004/1005 est un traité important des relations entre les Song du Nord (960-1127) et la dynastie Liao (916-1125). La classe dirigeante des Liao est composée de personnes d'origine nomade connus sous le nom de Khitans (Qidan en Chinois), qui prennent le pouvoir au nord-est près de la province actuelle de Heilongjiang. La dynastie Song, connu également sous le nom Song du Nord, dirige virtuellement toute la Chine à la fin du Xe siècle, à la suite de la victoire sur les royaumes du nord et du sud.

## Relations Liao-Song
Lorsque la dynastie Song succède aux Cinq Dynasties en 960, les relations entre Song et Liao sont cordiales. Les Song sont plus préoccupés par la réunification de la Chine, qui passe par la conquête de royaumes dans le sud et le nord. En 979, la Chine est unifiée et les Song tournent leurs regards vers les Liao. Cette même année, ils détruisent l'état des Han du nord, qui étaient un royaume Shatuo turque se considérant comme successeur légitime des Hans postérieurs tombés en 950. Les Han du nord étant sous la protection des Liao, des frictions entre Song et Liao apparaissent. Cependant, ce qui intéresse le plus les Song est de prendre possession des stratégiques Seize Préfectures détenues par les Liao, et qui incluent l'actuelle région Pékin.
Après la destruction des Han du nord par les Song, l'empereur décide de marcher sur les Seize Préfectures. Les forces Song sont mises en déroute et l'empereur est contraint de se retirer.
Un nouvel essai est lancé en 986. Les Song veulent profiter de l'intronisation d'un jeune enfant à la tête de l'empire Liao. Les Song attaquent les Seize Préfectures en formant trois colonnes. Cependant, les Liao remportent des victoires décisives sur les trois fronts et les relations diplomatiques reprennent rapidement. L'empereur Song Zhenzong arrive sur le trône en 997. Pendant une dizaine d'années, les relations avec les Liao se dégradent. En 999, l'empereur Liao Shengzong commence des attaques annuelles contre les Song. Bien qu'il remporte des victoires à chaque attaque, aucune n'est remarquable. En 1004, la situation change complètement.

## Invasion des Liao
L'empereur Shengzong décide de lancer une invasion majeure contre les Song en 1004. Avec la cavalerie Khitan, il campe à environ 160 km de la capitale Song, Kaifeng. À contre cœur, l'empereur Zengzong se rend à Shanyuan pour rencontrer les Liao.

### Négociations de paix
Du 15 au 18 janvier 1005, les deux parties travaillent à un traité de paix. Certaines sources citent l'année 1004 car les négociations se seraient déroulées avant le Nouvel An chinois du calendrier lunaire. Alors que les Liao s'attendent à une concession territoriale dans le Hebei, cette demande est finalement abandonnée. Les Song acceptent de payer un tribut annuel de 200 000 rouleaux de soie et 100 000 onces d'argent. De plus, les deux empereurs s'adressent l'un à l'autre à égal et maintiennent des relations amicales.
Bien que le traité ne l'indique pas expressément, les deux familles impériales utilisent des termes familiers pour s'adresser les uns aux autres. Les Liao ayant le statut d'aînés, ceci a une grande importance dans la culture chinoise et source d'humiliation pour les Chinois. Cependant, l'opposition au traité est considérable chez les Song car il est perçu comme plus avantageux pour les Khitans. Malgré tout, le sentiment de paix l'emporte et le traité est un moyen d'éviter un certain nombre de guerres entre les deux camps.

## Importance du traité
La signature du traité de Shangyuan constitue la première fois que les Liao forcent les Song, qui se considèrent comme les héritiers naturels du Royaume du Centre (Zhong Yuan), à les reconnaître comme des pairs. Cette relation dure jusqu'en 1125, lorsque les Song brisent le traité en invitant les Jurchens (plus tard connus sous le nom de Mandchous) à attaquer les Liao. L'attaque Jurchen met fin à la relation entre Liao et Song du Nord.
Ce traité devient la base des relations entre les Song et les autres états d'Asie centrale dont les Xia occidentaux et la dynastie Jin. Les incursions de Xi Xia dans le nord ouest (sur l'insistance des Liao) forcent les Song à honorer leur paiement de 300 000 rouleaux de soie et 200 000 onces d'argent.

## Sources
- (en) Cet article est partiellement ou en totalité issu de l’article de Wikipédia en anglais intitulé « Shanyuan Treaty » (voir la liste des auteurs).